# Biomecatrónica
La biomecatrónica es una ciencia interdisciplinaria aplicada que busca integrar elementos mecánicos, electrónicos y parte de organismos biológicos para auxiliar y mejorar el control del motor humano que fue perdido o dañado por trauma, enfermedad o defectos de nacimiento. La biomecatronica incluye aspectos de la biología, mecánica, y electrónica y abarca los campos de la robótica y neurociencia. Un ejemplo de la Biomecatrónica es un estudio realizado por Hugh Herr, un profesor de MIT. Herr extirpó los músculos de la pierna de unas ranas para unirlas a un pez mecánico y mediante un pulso de corriente eléctrica a través de las fibras musculares, logró que el pez nadara. El objetivo de estos experimentos es hacer dispositivos que interactúen con el músculo humano, el esqueleto, y el sistema nervioso.

## Cómo funciona
La Biomecatrónica estudia el cómo trabaja el cuerpo humano. Un ejemplo son los cuatro pasos diferentes que deben ocurrir para ser capaz de levantar el pie al caminar. Primero, se mandan impulsos desde el centro motriz del cerebro hacia el pie y los músculos de las piernas. Después, las células nerviosas del pie envían información al cerebro para que éste ajuste el grupo de músculos o la cantidad de fuerza requerida para caminar a través del suelo. Se aplican diferente cantidades de fuerza dependiendo del tipo de superficie en la que se camina. Posteriormente, las células nerviosas del huso muscular de la pierna perciben la posición del piso y la mandan de vuelta al cerebro. Finalmente, cuando el pie es levantado para dar el paso, se mandan señales a los músculos en la pierna y el pie para bajarlo.

### Biosensores
Los biosensores son usados para detectar lo que el usuario desea hacer o sus intenciones y movimientos. En algunos dispositivos la información puede ser retransmitida por el sistema nervioso del usuario o el sistema muscular. Esta información está asociada por el biosensor a un controlador el cual puede ser localizado dentro o fuera del dispositivo biomecatrónico. Además los biosensores reciben información sobre la posición y la fuerza de las extremidades proveniente de las extremidades y el actuador. Los biosensores se encuentran en una variedad de formas. Pueden ser cables los cuales detectan actividad eléctrica, electrodos de agujas implantados en los músculos, y guías de electrodos con los nervios creciendo alrededor de ellos.

### Sensores mecánicos
El objetivo de los sensores mecánicos es medir la información sobre el dispositivo biomecatrónico y relacionar dicha información con el biosensor o el controlador.

### Controlador
El controlador es un dispositivo biomecatrónico que conecta las intenciones del usuario con los actuadores. También interpreta la retroalimentación de la información que proviene de los biosensores y los sensores mecánicos para el usuario. Otra función del controlador es controlar los movimientos del dispositivo biomecatrónico. 

### Actuador
El actuador es un músculo artificial. Su trabajo es producir fuerza y movimiento. Dependiendo de si el dispositivo es ortopédico o prostético, el actuador puede ser un motor que asiste o remplace el músculo original del usuario.

## Investigación
La biomecatrónica es un campo con un crecimiento rápido, sin embargo hay muy pocos laboratorios que lleven a cabo investigaciones. El Instituto de Rehabilitación de Chicago, la Universidad de California en Berkeley, MIT, y la Universidad de Twente en Holanda,el Tecnológico de Monterrey campus Guadalajara en México, son las instituciones que van a la vanguardia en la investigación en biomecatrónica. En las investigaciones actuales, hay tres enfoques principales que son enfatizados.
1. Analizar los movimientos del cuerpo humano, los cuales son complejos, con el fin de ayudar con el diseño de dispositivos biomecatrónicos.
2. El estudio para descubrir la manera de interconectar dispositivos electrónicos con el sistema nervioso.
3. Probar métodos para usar tejido muscular vivo como actuadores para dispositivos electrónicos.

### Analizando movimientos
Debido a su complejidad, se requiere de una gran cantidad de análisis sobre el movimiento humano. MIT y la Universidad de Twente están analizando estos movimientos mediante la combinación de modelos computacionales, sistemas de cámaras, y electromiogramas.

### Interconexión
La interconexión permite que los dispositivos biomecatrónicos se conecten con los sistemas musculares y los nervios del usuario para mandar y recibir información del dispositivo. Esta tecnología no está disponible en aparatos ortopédicos comunes y dispositivos prostéticos. Grupos de la Universidad de Twente están haciendo desarrollos drásticos en este campo. Los científicos han desarrollado un dispositivo el cual ayudará a tratar la parálisis y víctimas de derrame cerebral que son incapaces de controlar su pie mientras caminan. Los investigadores también se están aproximando al descubrimiento que permitiría que una persona con una pierna amputada llegue a controlar su prótesis de pierna a través de los músculos del muñón.

### Investigación de MIT
Hugh Herr es el científico biomecatrónico principal en MIT. Herr y su grupo de investigadores están desarrollando un tamiz de circuito integrado electrodo y dispositivos prostéticos que se están haciendo capaces cada vez más de imitar el movimiento del ser humano. Hay dos prótesis que actualmente se encuentran en desarrollo, una de las cuales será capaz de controlar los movimientos de la rodilla y la otra controlará la rigidez de la articulación de un tobillo.

#### Pescado robótico
Como se mencionó antes, Herr y sus colegas diseñaron un pescado robótico que era impulsado por el músculo de tejido vivo tomado de las piernas de unas ranas. El pescado robótico era un prototipo de un dispositivo biomecatrónico con un actuador vivo. Las siguientes características se les fueron dadas al pescado.
- Un flotador de espuma de poliestireno para que el pescado pudiera flotar
- Cables eléctricos para las conexiones
- Una cola de silicona para permitir fuerza mientras nadara
- Energía suministrada por baterías de litio
- Un microcontrolador para controlar el movimiento
- Un sensor infrarrojo para permitir comunicación entre el microcontrolador y el dispositivo portátil
- Músculos estimulados por una unidad electrónica

## Crecimiento
La demanda por dispositivos biomecatrónicos es muy alta y con los avances tecnológicos en los años recientes, los investigadores biomecatrónicos han sido capaces de construir extremidades prostéticas que son capaces de replicar la funcionalidad de extremidades humanas. Estos incluyen el dispositivos como el “i-limb”, desarrollado por la compañía prostética Touch Bionics, la primera mano prostética completamente funcional con articulaciones, al igual que Herr’s PowerFoot BiOM, la primera pierna prostética capaz de simular procesos del músculo y tendón dentro del cuerpo humano.  Las investigaciones biomecatrónicas también han ayudado con la investigación para entender las funciones humanas. Investigadores de Carnegie Mellon y el estado de Carolina del Norte han creado un exoesqueleto que disminuye el costo metabólico de caminar por un 7 por ciento.
Muchos investigadores biomecatrónicos están colaborando estrechamente con organizaciones militares. El Departamento de Asuntos de los Veteranos de los Estados Unidos y el Departamento de Defensa están invirtiendo fondos a diferentes laboratorios para ayudar a soldados y veteranos de guerra
Sin embargo, a pesar de la demanda, las tecnologías biomecatrónicas luchan dentro del mercado de la salud debido a los costos altos y la falta de implementación en las políticas de seguros. Herr reclama que Medicare y Medicaid en especial, son los “hacedores de todas estas tecnologías,” más importantes y que las tecnologías no estarán disponibles a todos hasta que las tecnologías logren un avance. Biomechatronic devices, although improved, also still face mechanical obstructions, suffering from inadequate battery power, consistent mechanical reliability, and neural connections between prosthetics and the human body.